# Frederick McKinley Jones
Frederick McKinley Jones (né le 17 mai 1893 à Cincinnati dans l'Ohio et mort le 21 février 1961 à Minneapolis dans le Minnesota) est un inventeur afro-américain, entrepreneur, lauréat de la médaille nationale de la technologie et inscrit au National Inventors Hall of Fame. Ses innovations en matière de réfrigération ont considérablement amélioré le transport sur de longues distances de denrées périssables. Il a cofondé l'entreprise Thermo King.

## Biographie

### Jeunesse et formation
Jones est née à Cincinnati, dans l'Ohio le 17 mai 1893,  il est le fils d'un cheminot irlandais John Jones et d'une afro-américaine qui abandonne sa famille peu de temps alors que Jones a sept ans. Son père en regard de son emploi devait trouver comment assurer son éducation, bien qu'orphelin de mère, les orphelinats de l'Ohio refusaient de prendre en charge les enfants afro-américains, aussi confie-t-il son enfant  à un prêtre, le père Ryan, de la paroisse catholique de Covington dans le Kentucky,.
Le père Ryan note l'intérêt de Jones pour la mécanique et l'encourage dans cette voie. Jones, aide le pére Ryan, par des tâches domestiques d'entretien de l'église et du presbytère et en participant à la confection des repas. Quand jones a neuf ans, le père Ryan lui annonce la mort de son père.
Jones quitte l'école après la 6e année, à ses 11 ans, puis il quitte Covington  pour retourner à Cincinnati à 11 ans. Après des petits boulots, à ses 14 ans, il devient apprenti en mécanique automobile.
Il développe ses aptitudes naturelle en mécanique naturelle grâce à des lectures et des études personnelles, aidé en cela par un esprit de curiosité.

### Carrière
En 1912, Jones s'installe à Hallock, dans le Minnesota, où il travaille comme mécanicien dans une ferme avec un terrain de 200 km2. Après avoir servi dans l'armée américaine pendant la Première Guerre mondiale, Jones retourna à Hallock. Tout en travaillant comme mécanicien, Jones s'est initié à l'électronique et a construit un émetteur pour la nouvelle station de radio de la ville. Il a également inventé un dispositif permettant de combiner le son avec des images animées. Cela a attiré l'attention de Joseph A. Numero, de Minneapolis, dans le Minnesota, qui a engagé Jones en 1930 pour améliorer les équipements sonores de sa société, Cinema Supplies Inc.

### Réfrigération
Vers 1938, Jones conçut une unité de refroidissement par air portable pour les camions transportant des denrées périssables et dépose un brevet le 12 juillet 1940 Numero vendit son entreprise de matériel de sonorisation à RCA et créa une nouvelle société en partenariat avec Jones, la société américaine Thermo Control (devenue par la suite Thermo King Corporation), dont le chiffre d'affaires s'élevait à 3 millions de dollars en 1949. Les unités de refroidissement portables conçues par Jones ont largement été utilisées  pendant la Seconde Guerre mondiale, car elles préservaient le sang, les médicaments et la nourriture pour les hôpitaux de l'armée et les champs de bataille ouverts.

### La fin et divers
Il décède des suites d'un cancer du poumon à Minneapolis en 1961.
Les archives de F.M. Jones sont déposées et consultables à la bibliothèque de la Minnesota Historical Society.

## Prix, distinctions et hommages
Au cours de sa vie, 61 brevets ont été attribués à Jones. Quarante étaient destinés au matériel de réfrigération, tandis que d'autres étaient destinés aux appareils portables à rayons X, au matériel de sonorisation et aux moteurs à essence.
- En 1944, Jones est devenu le premier Afro-Américain à être élu à l' American Society of Refrigeration Engineers .
- Consultant pendant les années 1950 auprès du département américain de la Défense et du Bureau des normes [8].
- Aux États-Unis, il fut nommé au Phyllis Wheatley Auxiliary Award, en 1953, «pour ses réalisations exceptionnelles qui inspirent les jeunes».
- En 1977, il a été intronisé à titre posthume au Minnesota Inventors Hall of Fame[8].
- En 1991, la médaille nationale de la technologie a été attribuée à Joseph A. Numero et Frederick M. Jones[11]. Le président George Bush a présenté les prix à titre posthume à leurs veuves lors d'une cérémonie à la  roseraie de la Maison Blanche. Jones a été le premier Afro-Américain à recevoir ce prix[8].
- 2007 : intronisation au National Inventors Hall of Fame[12].
- Dans l’édition de mars 2009 du magazine Heavy Duty Truck, l’éditeur Tom Berg surnommait Jones "The King of Cool" et écrivait que sa "percée technologique avait redéfinit le marché mondial, avec des répercussions culturelles ressenties des plus grandes villes du monde aux villages les plus isolés. "

## Liste des brevets
- (en) Brevet U.S. 2,163,754 été délivré le 27 juin 1939 - Distributeur de tickets.
- (en) Brevet U.S. D132,182 été délivré le 28 avril 1942 - Conception d'un appareil de climatisation.
- (en) Brevet U.S. 2,336,735 été publié le 14 décembre 1943 - Unités de refroidissement amovibles pour compartiments.
- (en) Brevet U.S. 2,337,164 été délivré le 21 décembre 1943 - Moyens pour arrêter et démarrer automatiquement les moteurs à gaz.
- (en) Brevet U.S. 2,376,968 été délivré le 29 mai 1945 - Moteur à essence à deux temps.
- (en) Brevet U.S. 2,417,253 été publié le 11 mars 1947 - Moteur à essence à deux temps.
- (en) Brevet U.S. 2,475,841 été délivré le 12 juillet 1949 - Système de réfrigération automatique pour les camions long courrier.
- (en) Brevet U.S. 2,475,842 été délivré le 12 juillet 1949 - Générateur de démarrage.
- (en) Brevet U.S. 2,475,843 été délivré le 12 juillet 1949 - Moyens actionnés par un générateur de démarrage pour refroidir un moteur à gaz.
- (en) Brevet U.S. 2,477,377 été délivré le 26 juillet 1949 - Moyens pour moteurs à gaz à fonctionnement thermostatique.
- (en) Brevet U.S. 2,504,841 été délivré le 18 avril 1950 - Compresseur rotatif.
- (en) Brevet U.S. 2,509,099 été délivré le 23 mai 1950 - Système de contrôle du fonctionnement des unités de réfrigération.
- (en) Brevet U.S. D159,209 été délivré le 4 juillet 1950 - Conception d'un appareil de climatisation.
- (en) Brevet U.S. 2,523,273 été délivré le 26 septembre 1950 - Système de ventilation actionné par moteur.
- (en) Brevet U.S. 2,526,874 été publié le 24 octobre 1950 - Appareil pour chauffer ou refroidir une atmosphère dans une enceinte.
- (en) Brevet U.S. 2,535,682 été délivré le 26 décembre 1950 - Construction de réfrigérateurs préfabriqués.
- (en) Brevet U.S. 2,581,956 été délivré le 8 janvier 1952 - Dispositif de contrôle de la réfrigération.
- (en) Brevet U.S. 2,666,298 été publié le 19 janvier 1954 - Méthodes et moyens de dégivrage d'un diffuseur froid.
- (en) Brevet U.S. 2,696,086 été délivré le 7 décembre 1954 - Procédé et moyens pour la climatisation.
- (en) Brevet U.S. 2,780,923 été délivré le 12 février 1957 - Procédé et moyen de conservation des denrées périssables en transit.
- (en) Brevet U.S. 2,850,001 été délivré le 2 septembre 1958 - Dispositif de commande pour moteur à combustion interne.
- (en) Brevet U.S. 2,926,005 été publié le 23 février 1960 - Thermostat et système de contrôle de la température.